# Maurice Neeser
Maurice Neeser né à La Chaux-de-Fonds le 11 novembre 1883 et mort à Boudry le 31 juillet 1955) est un pasteur et professeur suisse.

## Biographie
Maurice Neeser fait ses études au gymnase de La Chaux-de-Fonds puis à la faculté de théologie de l'Université de Neuchâtel ainsi qu'en Allemagne où il côtoie Karl Barth. Sa thèse de doctorat, La Religion hors des limites de la raison, paraît en 1911. Maurice Neeser est successivement pasteur à la Brévine (1908), à Fenin (1920) et à Auvernier (1926). En parallèle, dès 1920, il occupe différentes fonctions à l'Université de Neuchâtel avant de succéder à Henri DuBois, en 1928, à la chaire de théologie systématique (dogmatique et morale),. 
Maurice Neeser est aussi recteur à deux reprises de l'Université de Neuchâtel soit entre 1937 et 1939 ainsi qu'entre 1945 et 1947. Docteur honoris causa de l'Université de Lausanne, il est l'auteur d'une quinzaine d'ouvrages ainsi que de nombreux articles de presse (notamment pour le Journal de Genève ou La Vie protestante). 
Maurice Neeser est président de l'Institut neuchâtelois entre 1948 et 1955. Il décède subitement le 31 juillet 1955, dans la sacristie du temple de Boudry, au moment de monter en chaire.

## Publications (non exhaustif)
- Maurice Neeser, Le Maître est là : il t'appelle!, Neuchâtel, Impr. Delachaux & Niestlé, 1925.
- Maurice Neeser, Servitude?... : noble service, Neuchâtel, Impr. Delachaux & Niestlé, 1928.
- Maurice Neeser, Réflexions sur la divinité du Christ, Neuchâtel, Paris, Delachaux et Niestlé, 1933.
- Maurice Neeser, L'Église qui sauve : lettres à une jeune amie, Neuchâtel, Ed. de la Baconnière, 1934.
- Maurice Neeser, Le symbole des apôtres et la foi réformée, Genève : Ed. Labor, 1940.
- Maurice Neeser, Le drame de la parole de Dieu d'après la Bible, Lausanne : La Concorde, 1945.
- Maurice Neeser, Au cœur de l'Église : essai d'œcuménisme biblique, Genève ; Paris, Roulet ; Le Grand-Lancy Genève, Ed. Labor et fides [diff.], 1949.
- Maurice Neeser, Karl Barth, l'homme de l'arête : essence et permanence d'une vaste pensée, Neuchâtel, H. Messeiller, 1952.